# Lista de imperatrizes e rainhas chinesas
A seguir está uma lista de imperatrizes e rainhas consortes da China. A China tem sido periodicamente dividida em reinos e também unida sob impérios, resultando em consortes intituladas rainha e imperatriz. O título de imperatriz também poderia ser concedido postumamente.

## Imperatrizes e rainhas consortes
O título de imperatriz consorte (皇后, húanghòu) também poderia ser dado postumamente. As imperatrizes póstumas são listadas separadamente pelo ano em que receberam o título.

### Dinastia Zhou
| Nome                   | Nascimento        | Tornou-se rainha | Deixou de ser rainha | Morte             | Cônjuge      |
| ---------------------- | ----------------- | ---------------- | -------------------- | ----------------- | ------------ |
| Tai Si                 | c. Século 12 a.C. | 1099 a.C.        | 1050 a.C.            | c. Século 11 a.C. | Rei Wen      |
| Rainha Yi Jiang (邑姜) |                   | 1046 a.C.        | 1043 a.C.            |                   | Rei Wu       |
| Wáng Sì (王姒)         |                   |                  |                      |                   | Rei Cheng    |
| Wáng Jiāng (王姜)      |                   |                  |                      |                   | Rei Kang     |
| Queen Fáng (房后)      |                   |                  |                      |                   | Rei Zhao     |
| Wáng Zǔ Jiāng (王俎姜) |                   |                  |                      |                   | Rei Mu       |
| Wáng Guī (王媯)        |                   |                  |                      |                   | Rei Gong     |
| Wáng Bó Jiāng (王伯姜) |                   |                  |                      |                   | Rei Yi       |
| Wáng Jīng (王京)       |                   |                  |                      |                   | Xiao de Zhou |
| Wáng Jí (王姞)         |                   |                  |                      |                   | King Yi      |
| Shēn Jiāng (王姞)      |                   |                  |                      |                   | Rei Li       |
| Rainha Jiang           |                   | 827 a.C.         | 782 a.C.             |                   | Rei Xuan     |
| Queen Shēn (申后)      |                   | 782 a.C.         | 772 a.C.             |                   | Rei You      |
| Baosi (褒姒)           |                   | 779 a.C.         | 771 a.C.             |                   | Rei You      |
| Jì Jì Jiāng (紀季姜)   |                   |                  |                      |                   | Rei Huan     |
| Chén Guī (陈妫)        |                   |                  |                      |                   | Rei Hui      |
| Queen Dí (翟后)        |                   |                  |                      |                   | Rei Xiang    |
| Qí Jiāng (周灵王)      |                   |                  |                      |                   | Rei Ling     |
| Queen Mù (穆后)        |                   |                  |                      | 527 a.C.          | Rei Jing     |

### Dinastia Han Ocidental
| Nome                     | Pais                                                  | Nascimento | Casamento  | Tornou-se imperatriz | Deixou de ser Imperatriz | Morte                    | Cônjuge                  |
| ------------------------ | ----------------------------------------------------- | ---------- | ---------- | -------------------- | ------------------------ | ------------------------ | ------------------------ |
| Imperatriz Lü Zhi        | Lü Wen, Príncipe Xuan de Lü Princesa Consorte Xuan    | 241 a.C.   |            | 202 a.C.             | 195 a.C.                 | 18 de agosto de 180 a.C. | Imperador Gaozu de Han   |
| Imperatriz Zhang Yan     | Zhang Ao, Príncipe de Zhao Princesa Yuan de Lu        |            | 192 a.C.   | 192 a.C.             | 188 a.C.                 | 163 a.C.                 | Imperador Hui de Han     |
| Imperatriz Lü            | Lü Lu (呂祿)                                          | c.205 a.C. |            | 184 a.C.             | 180 a.C.                 | c.180 a.C.               | Imperador Houshao de Han |
| Imperatriz Dou           | Dou Chong, Marquês Ancheng                            | 205 a.C.   | 179 a.C.   | 179 a.C.             | 157 a.C.                 | 135 a.C.                 | Imperador Wen de Han     |
| Imperatriz Bo            |                                                       |            | 158 a.C.   | 157 a.C.             | 151 a.C.                 | 147 a.C.                 | Imperador Jing de Han    |
| Imperatriz Wang Zhi      | Wang Zhong Zang Er                                    | 173 a.C.   |            | 150 a.C.             | 126 a.C.                 | 126 a.C.                 | Imperador Jing de Han    |
| Imperatriz Chen Jiao     | Chen Wu, Marquês de Tangyi Liu Piao, Princesa Guantao |            |            | 141 a.C.             | 130 a.C.                 | c.110 a.C.               | Imperador Wu de Han      |
| Imperatriz Wei Zifu      | Madame Wei (衛媼)                                     |            |            | 128 a.C.             | 91 a.C.                  | 91 a.C.                  | Imperador Wu de Han      |
| Imperatriz Shangguan     | Senhora Huo                                           | 89 a.C.(?) | 84 a.C.    | 83 a.C.              | 74 a.C.                  | 37 a.C.                  | Imperador Zhao de Han    |
| Imperatriz Xu Pingjun    | Xu Guanghan                                           | c.90 a.C.  | c. 76 a.C. | 74 a.C.              | 71 a.C.                  | 71 a.C.                  | Imperador Xuan de Han    |
| Imperatriz Huo Chengjun  | Huo Guang Senhora Xian                                |            |            | 70 a.C.              | 66 a.C.                  | 54 a.C.                  | Imperador Xuan de Han    |
| Imperatriz Wang          | Wang Fengguang, Marquês de Qiongcheng                 |            | 64 a.C.    | 64 a.C.              | 49 a.C.                  | 16 a.C.                  | Imperador Xuan de Han    |
| Imperatriz Wang Zhengjun | Wang Jin, Marquês de Yangping Li Qin                  | 71 a.C.    | c.50 a.C.  | 48 a.C.              | 33 a.C.                  | 13 d.C.                  | Imperador Yuan de Han    |
| Imperatriz Xu            | Xu Jia, o Marquês de Ping'en                          |            |            | 31 a.C.              | 18 a.C.                  | a.C.BC                   | Imperador Cheng de Han   |
| Imperatriz Zhao Feiyan   |                                                       | c. 32 a.C. |            | 16 a.C.              | 7 a.C.                   | 1 a.C.                   | Imperador Cheng de Han   |
| Imperatriz Fu            | Fu Yan, Marquês de Kongxiang                          |            |            | 6 a.C.               | 1 a.C.                   | 1 a.C.                   | Imperador Ai de Han      |
| Imperatriz Wang          | Wang Mang Senhora Wang                                | 8 a.C.     | 4 d.C.     | 4 d.C.               | 5 d.C.                   | 23 d.C.                  | Imperador Ping de Han    |

### Dinastia Xin
| Nome            | Pais                         | Casamento | Tornou-se Imperatriz | Deixou de ser Imperatriz | Morte | Cônjuge             |
| --------------- | ---------------------------- | --------- | -------------------- | ------------------------ | ----- | ------------------- |
| Imperatriz Wang | Wang Xian, Marquês de Yichin |           | 9 DC                 | 21 DC                    | 21 DC | Imperador Wang Mang |
| Imperatriz Shi  | Shi Chen (史諶)              | 23 DC     | 23 DC                | 23 DC                    |       | Imperador Wang Mang |

### Dinastia Han Oriental
- 26-41 d.C.: Guo Shengtong
- 41–57: Imperatriz Yin Lihua
- 60–75: Imperatriz Ma
- 78–88: Imperatriz Dou
- 96–102: Imperatriz Yin
- 102–106: Imperatriz Deng Sui
- 108–125: Imperatriz Yan Ji
- 132–144: Imperatriz Liang Na
- 147–159: Imperatriz Liang Nüying
- 159–165: Imperatriz Deng Mengnü
- 165–168: Imperatriz Dou Miao
- 171–178: Canção da Imperatriz
- 180–189: Imperatriz He
- 195–214: Imperatriz Fu Shou
- 215–220: Imperatriz Cao Jie

### Período dos Três Reinos

#### Cao Wei
- 222–226: Imperatriz Guo Nüwang
- 227–237: Imperatriz Mao
- 238–239: Imperatriz Guo
- 243–251: Imperatriz Zhen
- 252–254: Imperatriz Zhang
- 254: Imperatriz Wang
- 255–260: Imperatriz Bian
- 263–265: Imperatriz Bian

#### Shu Han
- 221–223: Imperatriz Wu
- 223–237: Imperatriz Zhang
- 238–263: Imperatriz Zhang

#### Wu Oriental
- 251–252: Imperatriz Pan
- 252–258: Imperatriz Quan Huijie
- 262–264: Imperatriz Zhu
- 264–280: Imperatriz Teng Fanglan

### Dinastia Jin
- 265–274: Imperatriz Yang Yan
- 276–290: Imperatriz Yang Zhi
- 290–300: Imperatriz Jia Nanfeng
- 300–301, 301–304, 304, 304–305, 305, 306–307: Yang Xianrong
- 307–311: Imperatriz Liang Lanbi
- 323–326: Imperatriz Yu Wenjun
- 336–341: Imperatriz Du
- 342–344: Imperatriz Chu Suanzi
- 357–361: Imperatriz He Fani
- 361–365: Imperatriz Wang Muzhi
- 365–366: Imperatriz Yu Daolian
- 375–380: Imperatriz Wang Fahui
- 396–403, 404–412: Imperatriz Wang Shen'ai
- 419–420: Chu Lingyuan

### Dinastia Huan Chu
- 403–404: Imperatriz Liu

### Período dos Dezesseis Reinos

#### Cheng Han
- 315–334: Imperatriz Ren
- 334-338?: Imperatriz Yan
- 338–343: Imperatriz Yan
- 343–347: Imperatriz Li

#### Han-Zhao
- 304–?: Imperatriz Huyan
- 310: Imperatriz Dan
- 310–312: Imperatriz Huyan
- 313: Imperatriz Zhang
- 313–314: Imperatriz Liu E
- 315–318: Imperatriz Jin Yueguang
- 315–318: Esquerda Imperatriz Liu
- 315–318: Imperatriz Jin Yuehua
- 316–318: Leque Imperatriz Superior
- 318: Imperatriz Esquerda Wang
- 318: Imperatriz Média Xuan
- 318: Imperatriz Jin
- 319–322: Imperatriz Yang
- 325–326: Imperatriz Liu
- 326–329: Imperatriz Liu

#### Zhao Posterior
- 330–333: Imperatriz Liu
- 337: Zheng Ying Tao
- 337–348: Du Zhu
- 348–349: Imperatriz Liu
- 349: Imperatriz Zhang

#### Ran Wei
- 350–352: Imperatriz Dong

#### Liang Anterior
- 324? -346: Princesa Yan
- 346? -354: Princesa Pei
- 354–355: Imperatriz Xin

#### Liang Posterior
- 389–400: Princesa Shi
- 400–401: Imperatriz Yang
- 401–403: Imperatriz Yang

#### Liang Ocidental
- Princesa Yin

#### Liang do Norte
- 401–433: Princesa Meng
- 433? -437: Princesa Li Jingshou
- 437–439: Princesa Tuoba

#### Liang do Sul
- 408–414: Rainha Zhejue

#### Qin Anterior
- 351–355: Imperatriz Qiang
- 355: Imperatriz Liang
- 357–385: Imperatriz Gou
- 385–386: Imperatriz Yang
- 387–389: Imperatriz Mao
- 392–393: Imperatriz Li

#### Qin Posterior
- 386–394: Imperatriz Ela
- 402–? : Imperatriz Zhang
- 412–? : Imperatriz Qi
- 416–417: Imperatriz de Yao Hong

#### Qin Ocidental
- 388–394, 394–400, 409–412: Rainha Bian
- 394: Rainha Fu
- 414–423: Rainha Tufa
- 429–431: Rainha Liang

#### Yan Anterior
- 337–348: Princesa Duan
- 348? –360: Imperatriz Kezuhun
- 369–370: Imperatriz Kezuhun

#### Yan Posterior
- 388–396: Duan Yuan Fei
- 396–398: Imperatriz Duan
- 404–407: Fu Xunying
- 407–409: Imperatriz Li

#### Yan do Norte
- 409–?: Princesa Sol
- 430–?: Princesa Murong

#### Yan do Sul
- 398–405: Duan Ji Fei
- 408–410: Imperatriz Huyan

#### Xia
- 407–425: Imperatriz Kezuhun
- 425–427: Imperatriz de Helian Chang

### Dinastias do Norte e do Sul

#### Liu Song
- 422–424: Imperatriz Sima Maoying
- 424–440: Imperatriz Yuan Qigui
- 453: Imperatriz Yin Yuying
- 453–464: Imperatriz Wang Xianyuan
- 465: Imperatriz Lu
- 465–472: Imperatriz Wang Zhenfeng
- 472–477: Imperatriz Jiang
- 478–479: Imperatriz Xie Fanjing

Qi do Sul
- 493–494: He Jingying
- 494: Wang Shaoming
- 498–501: Chu Lingqu
- 501–502: Wang Shunhua

#### Wei do Norte
- 400–409: Imperatriz Murong
- 432–452: Imperatriz Helian
- 456–465: Imperatriz Feng
- 493–497: Imperatriz Feng Qing
- 497–499: Imperatriz Feng Run
- 501–507: Imperatriz Yu
- 508–515: Imperatriz Gao
- 5??–528: Imperatriz Hu
- 528–530: Imperatriz Erzhu Ying'e
- 530–531: Imperatriz Erzhu
- 532: Imperatriz Erzhu
- 533–534: Imperatriz Gao

#### Wei Ocidental
- 535–538: Imperatriz Yifu
- 538–540: Imperatriz Yujiulü
- 553–554: Imperatriz Yuwen
- 554–556: Imperatriz Ruogan

#### Wei Oriental
- 539–550: Imperatriz Gao

#### Qi do Norte
- 550–559: Imperatriz Li Zu'e
- 560–561: Imperatriz Yuan
- 561–565: Imperatriz Hu
- 565–572: Imperatriz Hulü
- 572–573: Imperatriz Hu
- 572–577: Imperatriz Mu

#### Dinastia Liang
- 551: Imperatriz Zhang
- Imperatriz Wang
- 560–561: Imperatriz Wang

#### Dinastia Chen
- Zhang Yao'er
- Shen MiaoRong
- Wang Shaoji
- Liu Jing Yan
- Shen Wuhua

#### Zhou do Norte
- 557–557: Imperatriz Yuan Humo
- 568–568: Imperatriz Dugu
- 568–578: Imperatriz Ashina
- 578–579: Yang Lihua
- 579–580: Imperatriz Sima Lingji

### Dinastia Sui
- 581–602: Dugu Qieluo, imperatriz consorte do imperador Wen
- 605–618: Imperatriz Xiao, imperatriz consorte do imperador Yang

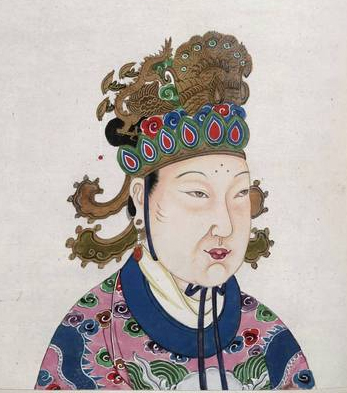
Wu Zetian, uma imperatriz consorte que se tornou governante imperial durante a dinastia Tang e durante o imperador Gaozong. Após a morte do marido, ela se tornou a única governante da China por mais de duas décadas.

### Dinastia Tang
- 626–636: Imperatriz Zhangsun, imperatriz consorte do Imperador Taizong
- 650–655: Imperatriz Wang, primeira imperatriz consorte do imperador Gaozong
- 655–684: Wu Zetian, segunda imperatriz consorte do imperador Gaozong, mais tarde também imperatriz reinante
- 684–684: Imperatriz Wei, imperatriz consorte do imperador Zhongzong
- 684–690: Imperatriz Liu, imperatriz consorte do imperador Ruizong
- 705–710: Imperatriz Wei (segunda vez), imperatriz consorte do imperador Zhongzong
- 710–710: Imperatriz Lu, imperatriz consorte do imperador Shang
- 712–724: Imperatriz Wang, imperatriz consorte do imperador Xuanzong
- 758–762: Imperatriz Zhang, imperatriz consorte do imperador Suzong
- 786–786: Imperatriz Wang, imperatriz consorte do imperador Dezong
- 898–900: Imperatriz He, imperatriz consorte do imperador Zhaozong
- 901–904: Imperatriz He (segunda vez), imperatriz consorte do imperador Zhaozong

Qin
- Imperatriz Ju

Han (Dingyang)
- Imperatriz Ju

Xia
- Imperatriz Cao

Yan
- Imperatriz Duan
- Imperatriz Xin

Qi
Imperatriz Cao

### Período das Cinco Dinastias e Dez Reinos

#### Qi
- 907–924: Imperatriz Liu, imperatriz consorte de Li Maozhen

#### Grande Shu
- 908–918: Imperatriz Zhou, imperatriz consorte de Wang Jian
- 918–921: Imperatriz Gao, primeira imperatriz consorte de Wang Zongyan
- 921–926: Imperatriz Jin Feishan, segunda imperatriz consorte de Wang Yan

#### Yan
- 911–913: Imperatriz Li e Imperatriz Zhu, imperatrizes consortes de Liu Shouguang

#### Liang Posterior
- 912–913: Imperatriz Zhang, imperatriz consorte de Zhu Yougui

#### Han do Sul
- 919–935: Imperatriz Ma, imperatriz consorte de Liu Yan

#### Tang Posterior
- 924–926: Imperatriz Liu, imperatriz consorte de Li Cunxu
- 930–933: Imperatriz Cao, imperatriz consorte de Li Siyuan
- 934–934: Imperatriz Kong, imperatriz consorte de Li Conghou
- 934–936: Imperatriz Liu, imperatriz consorte de Li Congke

#### Wu
- 933–937: Imperatriz Wang, imperatriz consorte de Yang Pu

#### Min
- 935–935: Imperatriz Chen Jinfeng, imperatriz consorte de Wang Yanjun
- 936–939: Imperatriz Li Chunyan, imperatriz consorte de Wang Jipeng
- 942–944: Imperatriz Li, imperatriz consorte de Wang Yanxi

#### Tang do Sul
- 937–943: Imperatriz Song, imperatriz consorte de Li Bian
- 943–961: Imperatriz Zhong, imperatriz consorte de Li Jing
- 961–965: Rainha Zhou, a Velha, primeira rainha consorte de Li Yu
- 968–975: Rainha Zhou, a Jovem, segunda rainha consorte de Li Yu

#### Jin Posterior
- 941–942: Imperatriz Li, imperatriz consorte de Shi Jingtang
- 943–946: Imperatriz Feng, imperatriz consorte de Shi Chonggui

#### Yin
- 943–? : Imperatriz Zhang, imperatriz consorte de Wang Yanzheng

#### Han Posterior
- 947–948: Imperatriz Li, imperatriz consorte de Liu Zhiyuan

#### Zhou Posterior
- 954–956: Imperatriz Fu, a Velha, primeira imperatriz consorte de Chai Rong
- 959–959: Imperatriz viúva Fu, segunda imperatriz consorte de Chai Rong

#### Han do Norte
- ? –968: Imperatriz Guo, imperatriz consorte de Liu Jun
- 968–? : Imperatriz Ma, imperatriz consorte de Liu Jiyuan

Imperatriz Zheng da dinastia Song

### Dinastia Song
- 960–963: Imperatriz Wang, primeira imperatriz consorte do Imperador Taizu
- 968–976: Imperatriz Song, segunda imperatriz consorte do Imperador Taizu
- 984–997: Imperatriz Li, imperatriz consorte do Imperador Taizong
- 997–1007: Imperatriz Guo, primeira imperatriz consorte do imperador Zhenzong
- 1012–1022: Imperatriz Liu, segunda imperatriz consorte do imperador Zhenzong e regente sênior da dinastia Song
- 1024–1033: Imperatriz Guo, primeira imperatriz consorte do imperador Renzong
- 1034–1063: Imperatriz Cao, segunda imperatriz consorte do imperador Renzong
- 1065–1067: Imperatriz Gao, imperatriz consorte do imperador Yingzong
- 1068–1085: Imperatriz Xiang, imperatriz consorte do imperador Shenzong
- 1092–1096: Imperatriz Meng, primeira imperatriz consorte do imperador Zhezong
- 1099–1100: Imperatriz Liu, segunda imperatriz consorte do imperador Zhezong
- 1100–1108: Imperatriz Wang, primeira imperatriz consorte do imperador Huizong
- 1111–1126: Imperatriz Zheng, segunda imperatriz consorte do imperador Huizong
- 1126–1127: Imperatriz Zhu, imperatriz consorte do imperador Qinzong
- 1127–1139: Imperatriz Xing, primeira imperatriz consorte do imperador Gaozong
- 1143–1162: Imperatriz Wu, segunda imperatriz consorte do imperador Gaozong
- 1162–1167: Imperatriz Xia, primeira imperatriz consorte do imperador Xiaozong
- 1167–1189: Imperatriz Xie, segunda imperatriz consorte do imperador Xiaozong
- 1189–1194: Imperatriz Li Fengniang, imperatriz consorte do imperador Guangzong
- 1194–1200: Imperatriz Han, primeira imperatriz consorte do Imperador Ningzong
- 1200–1224: Imperatriz Yang, segunda imperatriz consorte do Imperador Ningzong
- 1227–1264: Imperatriz Xie Daoqing, imperatriz consorte do imperador Lizong
- 1267–1274: Imperatriz Quan, imperatriz consorte do imperador Duzong

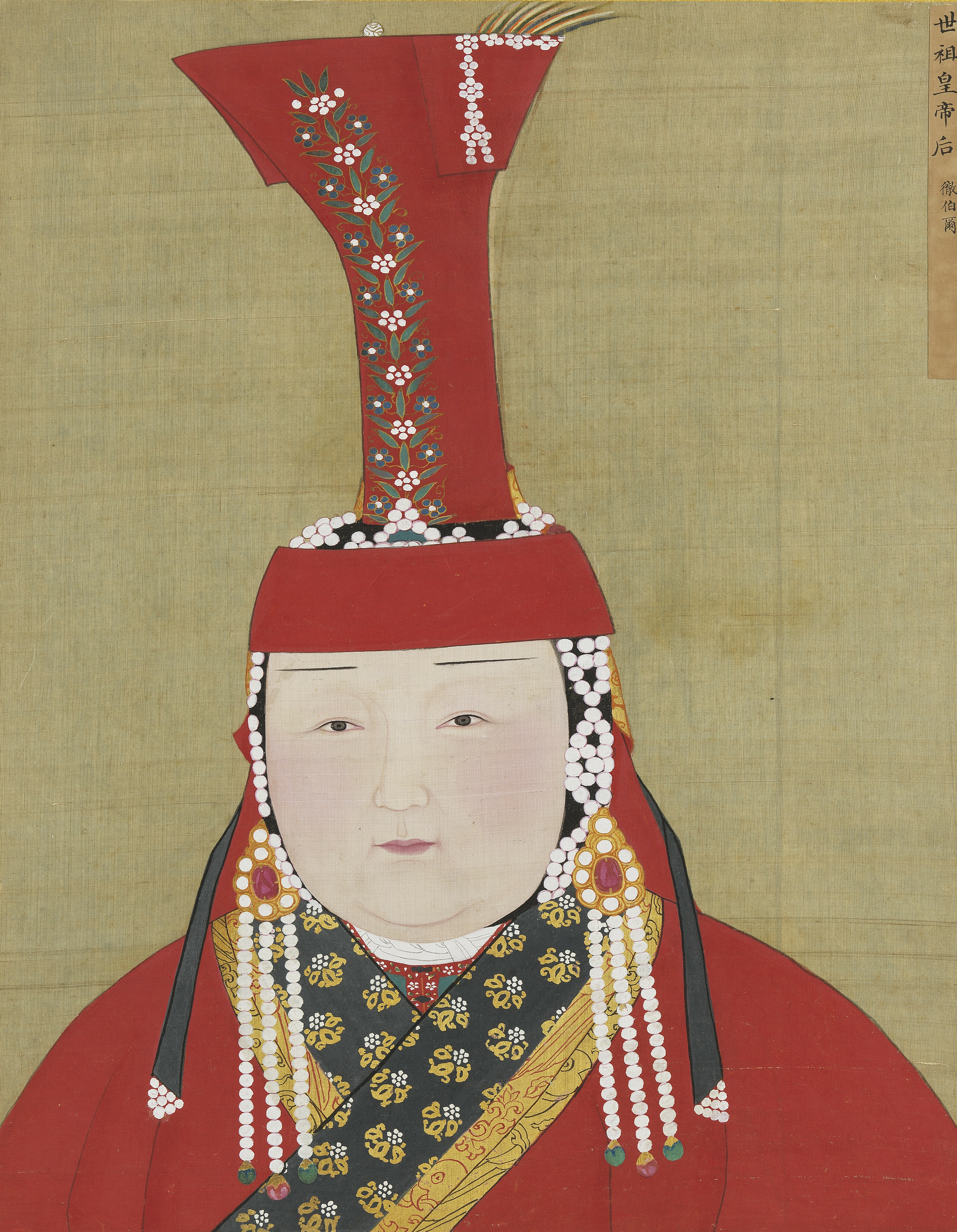
Imperatriz Chabi, consorte de Kublai Khan

### Dinastia Yuan
- 1260–1281: Chabi, primeira imperatriz consorte do imperador Shizu
- 1283–1294: Nambui, segunda imperatriz consorte do imperador Shizu
- 1295–1307: Bulugan, imperatriz consorte do imperador Chengzong
- 1310–1311: Zhenge, imperatriz consorte do imperador Wuzong
- 1313–1320: Radnashiri, imperatriz consorte do imperador Renzong
- 1321–1323: Sugabala, imperatriz consorte do imperador Yingzong
- 1324–1328: Babukhan Khatun, imperatriz consorte do imperador Taiding
- 1328–1329: Budashiri, imperatriz consorte do imperador Wenzong
- 1329–1329: Babusha, imperatriz consorte do imperador Mingzong
- 1329–1332: Budashiri (segunda vez), imperatriz consorte do imperador Wenzong
- 1332–1332: Daliyetemishi, imperatriz consorte do imperador Ningzong
- 1333–1335: Danashri, primeira imperatriz consorte do imperador Huizong
- 1337–1365: Bayan Khutugh, segunda imperatriz consorte do imperador Huizong
- 1340–1370: Imperatriz Gi, terceira imperatriz consorte do imperador Huizong

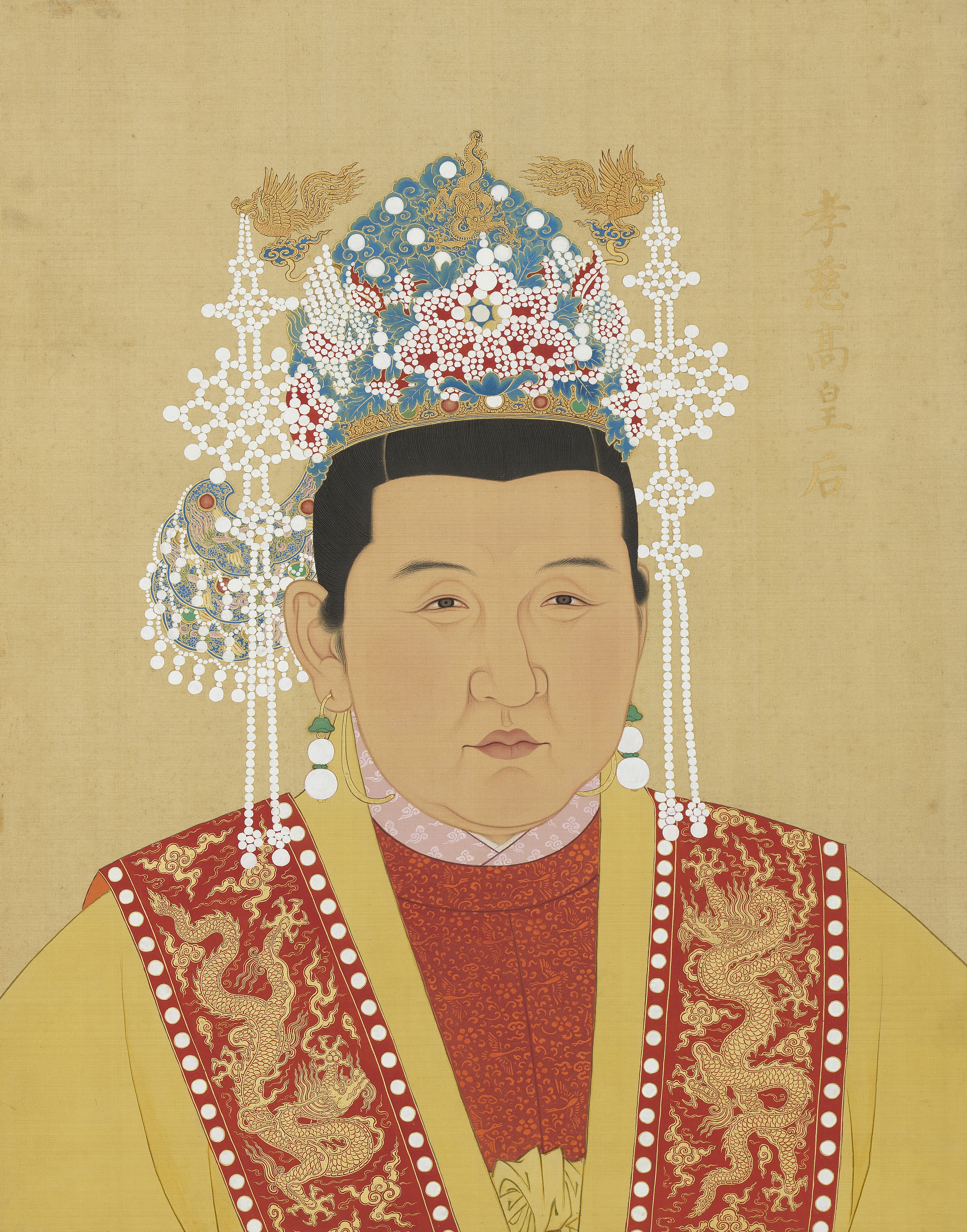
Imperatriz Xiaocigao, dinastia Ming

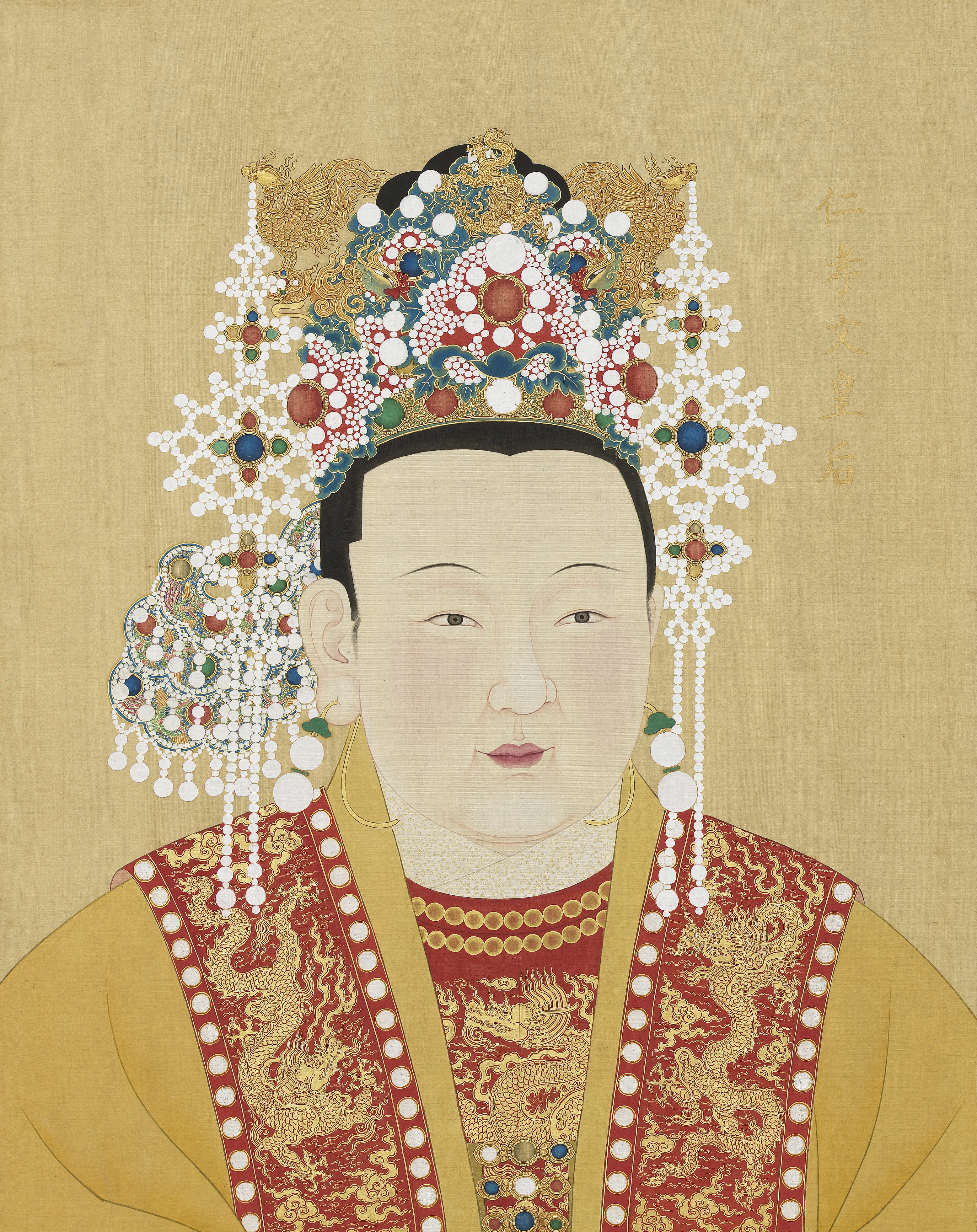
Imperatriz Xu, dinastia Ming

### Dinastia Ming

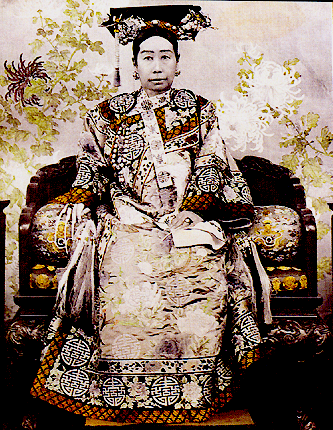
Imperatriz viúva Cixi, Dinastia Qing

- 1368–1382: Imperatriz Ma, imperatriz consorte do Imperador Hongwu
- 1399–1402: Imperatriz Ma, imperatriz consorte do Imperador Jianwen
- 1402–1407: Imperatriz Xu, imperatriz consorte do Imperador Yongle
- 1424–1425: Imperatriz Zhang, imperatriz consorte do Imperador Hongxi
- 1425–1428: Imperatriz Hu Shanxiang, primeira imperatriz consorte do Imperador Xuande
- 1428–1435: Imperatriz Sol, segunda imperatriz consorte do Imperador Xuande
- 1442–1449: Imperatriz Qian, imperatriz consorte do Imperador Zhengtong
- 1449–1452: Imperatriz Wang, primeira imperatriz consorte do Imperador Jingtai
- 1452–1456: Imperatriz Hang, segunda imperatriz consorte do Imperador Jingtai
- 1457–1464: Imperatriz Qian (segunda vez), imperatriz consorte do Imperador Tianshun (ex-Imperador Zhengtong)
- 1464–1464: Imperatriz Wu, primeira imperatriz consorte do Imperador Chenghua
- 1464–1487: Imperatriz Wang, segunda imperatriz consorte do Imperador Chenghua
- 1487–1505: Imperatriz Zhang, imperatriz consorte do Imperador Hongzhi
- 1506–1521: Imperatriz Xia, imperatriz consorte do Imperador Zhengde
- 1522–1528: Imperatriz Chen, primeira imperatriz consorte do Imperador Jiajing
- 1528–1534: Imperatriz Zhang, segunda imperatriz consorte do Imperador Jiajing
- 1534–1547: Imperatriz Fang, terceira imperatriz consorte do Imperador Jiajing
- 1566–1572: Imperatriz Chen, imperatriz consorte do Imperador Longqing
- 1578–1620: Imperatriz Wang Xijie, imperatriz consorte do Imperador Wanli
- 1621–1627: Imperatriz Zhang, imperatriz consorte do Imperador Tianqi
- 1628–1644: Imperatriz Zhou, imperatriz consorte do Imperador Chongzhen

#### Ming do Sul
- 1645–1646: Imperatriz Zeng, imperatriz consorte do Imperador Longwu
- 1646–1662: Imperatriz Wang, imperatriz consorte do Imperador Yongli

### Dinastia Qing
| Imperador                                   | Imperatriz Consorte*                                          | Foto | Nascimento             | Tornou-se imperatriz consorte |
| ------------------------------------------- | ------------------------------------------------------------- | ---- | ---------------------- | ----------------------------- |
| Huang-Taiji                                 | Jerjer, Imperatriz Xiaoduanwen do clã mongol Borjigit         |      | 31 de maio de 1599     | Agosto de 1636                |
| Fulin, o Imperador Shunzhi                  | Erdeni Bumba, Imperatriz do clã mongol Borjigit               |      |                        | 27 de setembro de 1651        |
| Fulin, o Imperador Shunzhi                  | Alatan Qiqige, Imperatriz Xiaohuizhang do clã mongol Borjigit |      | 5 de novembro de 1641  | Julho/Agosto de 1654          |
| Xuanye, o Imperador Kangxi                  | Imperatriz Xiaochengren do clã mongol Borjigit                |      | 3 de fevereiro de 1654 | Outubro/Novembro de 1665      |
| Xuanye, o Imperador Kangxi                  | Imperatriz Xiaozhaoren do clã Manchu Niohuru                  |      | 1653                   | 18 de setembro de 1677        |
| Xuanye, o Imperador Kangxi                  | Imperatriz Xiaoyiren do clã Manchu Tunggiya                   |      |                        | 23 de agosto de 1689          |
| Yinzhen, o Imperador Yongzheng              | Duoqimuli, Imperatriz Xiaojingxian do clã Manchu Ula-nara     |      | 28 de junho de 1681    | 28 de março de 1723           |
| Hongli, o Imperador Qianlong                | Imperatriz Xiaoxianchun do clã Manchu Fuca                    |      | 28 de março de 1712    | 23 de janeiro de 1738         |
| Hongli, o Imperador Qianlong                | Imperatriz Nara do clã Manchu Nara                            |      | 11 de março de 1718    | 2 de setembro de 1750         |
| Yongyan, o Imperador Jiaqing                | Imperatriz Xiaoshurui do clã Manchu Hitara                    |      | 2 de outubro de 1760   | 12 de fevereiro de 1796       |
| Yongyan, o Imperador Jiaqing                | Imperatriz Xiaoherui do clã Manchu Niohuru                    |      | 20 de novembro de 1776 | 27 de maio de 1801            |
| Mianning, o Imperador Daoguang              | Imperatriz Xiaoshencheng do clã Manchu Tunggiya               |      | 5 de julho de 1792     | 28 de dezembro de 1822        |
| Mianning, o Imperador Daoguang              | Imperatriz Xiaoquancheng do clã Manchu Niohuru                |      | 24 de março de 1808    | 18 de novembro de 1834        |
| Yizhu, o Imperador Xianfeng                 | Imperatriz Xiaozhenxian do clã Manchu Niohuru                 |      | 12 de agosto de 1837   | Novembro/Dezembro de 1852     |
| Zaichun, o Imperador Tongzhi                | Imperatriz Xiaozheyi do clã Manchu Arute                      |      | 25 de julho de 1854    | 15 de outubro de 1872         |
| Zaitian, o Imperador Guangxu                | Jingfen, Imperatriz Xiaodingjing do clã Manchu Yehe-nara      |      | 28 de janeiro de 1868  | 26 de fevereiro de 1889       |
| - Nome pessoal, nome póstumo, clã inaugural |                                                               |      |                        |                               |

### Manchukuo
| Imperador                                   | Imperatriz Consorte*                               | Foto | Nascimento             | Tornou-se imperatriz consorte | Deixou de ser imperatriz consorte      | Morte               |
| ------------------------------------------- | -------------------------------------------------- | ---- | ---------------------- | ----------------------------- | -------------------------------------- | ------------------- |
| Puyi, o Imperador Xuantong                  | Wanrong, Imperatriz Xiaokemin do clã Manchu Gobulo |      | 13 de novembro de 1906 | 1º de março de 1934           | 17 de agosto de 1945 monarquia abolida | 20 de junho de 1946 |
| - Nome pessoal, nome póstumo, clã inaugural |                                                    |      |                        |                               |                                        |                     |

## Imperatriz viúva
O título de imperatriz viúva (皇太后, húangtàihòu) foi automaticamente dado a uma ex-consorte da imperatriz e viúva de um imperador. O título, Imperatriz viúva, poderia ser concedido à viúva de um imperador, mesmo quando ela não tivesse sido a imperatriz consorte durante o reinado de seu esposo. Portanto, é fornecida uma lista separada das viúvas da Imperatriz, que, em alguns casos, é igual à lista do consorte da Imperatriz e, em outros casos, não.

### Dinastia Han
- Imperatriz Viúva Lü
- Imperatriz Viúva Bo
- Imperatriz Viúva Dou
- Imperatriz Viúva Wang
- Imperatriz Viúva Shangguan
- Imperatriz Viúva Wang
- Imperatriz Viúva Wang
- Imperatriz Viúva Zhao
- Grande Imperatriz Viúva Fu
- Imperatriz Viúva Ding
- Imperatriz Viúva Wang
- Imperatriz Viúva Yin
- Imperatriz Viúva Ma
- Imperatriz Viúva Dou
- Imperatriz Viúva Deng
- Imperatriz Viúva Yan
- Imperatriz Viúva Liang
- Imperatriz Viúva Dou
- Imperatriz Viúva He

### Dinastias do Norte

#### Wei do Norte
- Princesa Viúva Helan
- Imperatriz Viúva Helian
- Enfermeira Imperatriz Viúva
- Imperatriz Viúva Feng (Imperatriz Viúva Wenming)
- Imperatriz Viúva Gao
- Imperatriz Viúva Hu

### Dinastia Tang
- 683–690: Imperatriz Viúva Wu
- 710: Imperatriz Viúva Wei
- 805–816: Imperatriz Viúva Wang
- 820–848: Imperatriz Viúva Guo
- 824–845: Imperatriz Viúva Wang
- 826–847: Imperatriz Viúva Xiao
- 846–865: Imperatriz Viúva Zheng
- 904–906: Imperatriz Viúva He

### Dinastia Song
- Imperatriz Viúva Du
- Imperatriz Viúva Li
- Imperatriz Viúva Liu
- Imperatriz Viúva Yang
- Imperatriz Viúva Cao
- Imperatriz Viúva Gao
- Imperatriz Viúva Xiang
- Imperatriz Viúva Meng
- Imperatriz Viúva Liu
- Imperatriz Viúva Wei
- Imperatriz Viúva Wu
- Imperatriz Viúva Xie
- Imperatriz Viúva Li
- Imperatriz Viúva Yang
- Imperatriz Viúva Xie
- Imperatriz Viúva Quan
- Imperatriz Viúva Yang

### Dinastia Yuan
- Imperatriz Viúva Khongirad
- Imperatriz Viúva Naimans
- Imperatriz Viúva Oirats
- Imperatriz Viúva Khongirad
- Imperatriz Viúva Khongirad
- Imperatriz Viúva Khongirad
- Imperatriz Viúva Khongirad
- Imperatriz Viúva Khongirad

### Dinastia Ming
- Imperatriz Viúva Lü
- Imperatriz Viúva Zhang
- Imperatriz Viúva Hu
- Imperatriz Viúva Sol
- Imperatriz Viúva Wu
- Imperatriz Viúva Qian
- Imperatriz viúva Zhou
- Imperatriz Viúva Wang
- Imperatriz Viúva Zhang
- Imperatriz Viúva Shao
- Imperatriz Viúva Jiang
- Imperatriz Viúva Chen
- Imperatriz Viúva Li
- Imperatriz Viúva Zou
- Imperatriz Viúva Ma
- Imperatriz Viúva Wang

### Dinastia Qing
- 1643–1649: Imperatriz Xiaoduanwen
- 1643–1688: Imperatriz Viúva Zhaosheng
- 1661–1663: Imperatriz Viúva Cihe
- 1661–1718: Imperatriz Viúva Renxian
- 1722–1723: Imperatriz Viúva Renshou
- 1735–1777: Imperatriz Viúva Chongqing
- 1820–1850: Imperatriz Viúva Gongci
- 1855: Imperatriz Viúva Kangci
- 1861–1881: Imperatriz Viúva Ci'an
- 1861–1908: Imperatriz Viúva Cixi
- 1908–1913: Imperatriz Viúva Longyu

## Imperatrizes cujos títulos foram concedidos postumamente

### Dinastia Sui
- 581: Imperatriz Lü Gutao, mãe do Imperador Wen de Sui

### Dinastia Tang
- 618: Imperatriz Dugu (Imperatriz Yuanzhen, mãe do Imperador Gaozu de Tang)
- 618: Duquesa Dou (Imperatriz Taimu), esposa de Li Yuan, Imperador Gaozu de Tang antes da ascensão de Li Yuan

### Dinastia Song
- 961: Imperatriz Viúva Du, mãe do Imperador Taizu e do Imperador Taizong
- 960: Imperatriz He, casada com o Imperador Taizu
- 976: Imperatriz Yin, casada com o Imperador Taizong
- 976: Imperatriz Fu, casada com o Imperador Taizong
- 997: Imperatriz Li, mãe do Imperador Zhenzong
- 997: Princesa Pan, casada com o Imperador Zhenzong
- 1033: Consorte Li, mãe do Imperador Renzong
- 1036: Imperatriz Yang, casada com o Imperador Zhenzong
- 1054: Imperatriz Zhang, casada com o Imperador Renzong
- 1101: Imperatriz Chen, mãe do Imperador Huizong
- 1102: Imperatriz Zhu, mãe do Imperador Zhezong
- 1113: Imperatriz Mingda, casada com o Imperador Huizong
- 1121: Imperatriz Mingzhe, casada com o Imperador Huizong
- 1159: Imperatriz Xianren, mãe do Imperador Gaozong
- 1162: Imperatriz Chengmu, casada com o Imperador Xiaozong

### Dinastia Yuan
- 1336: Mailaiti, mãe do Imperador Huizong

### Dinastia Ming e Dinastia Ming do Sul
- 1504: Imperatriz Xiaosu, mãe do Imperador Chenghua
- 1566: Imperatriz Xiaoke, mãe do Imperador Longqing
- 1566: Imperatriz Xiaoyizhuan, casada com o Imperador Longqing
- 1614: Imperatriz Xiaoding, mãe do Imperador Wanli
- 1620: Imperatriz Xiaojing, mãe do Imperador Taichang

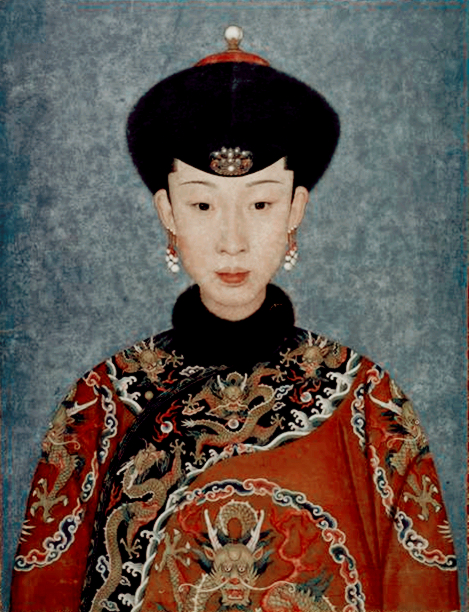
Imperatriz Xiaoyichun, Dinastia Qing

- 1644: Imperatriz Xiaozhejian
- 1644: Imperatriz Xiaoyi
- 1644: Imperatriz Xiaoxu

### Dinastia Qing
- 1626: Imperatriz Xiaoliewu, casada com Nurhachi
- 1636: Imperatriz Xiaocigao, mãe de Huang-Taiji
- 1660: Consorte Donggo, casada com o Imperador Shunzhi
- 1663: Imperatriz Xiaokangzhang, mãe do Imperador Kangxi
- 1723: Imperatriz Xiaogongren, mãe do Imperador Yongzheng
- 1777: Imperatriz Xiaoshengxian, mãe do Imperador Qianlong
- 1796: Imperatriz Xiaoyichun, mãe do Imperador Jiaqing
- 1820: Imperatriz Xiaomucheng, casada com o Imperador Daoguang
- 1850: Imperatriz Xiaodexian, casada com o Imperador Xianfeng
- 1855: Imperatriz Xiaojingcheng, casada com o Imperador Daoguang
- 1908: Xingzhen, Imperatriz Xiaoqinxian, casada com o Imperador Xianfeng, mãe do Imperador Tongzhi